# Operace Tractable
Operace Tractable byla poslední ofenzíva jednotek Kanady a Polska, podporovaná britskými tanky v bitvě v Normandii během druhé světové války. Cílem této operace bylo obsazení strategicky důležitého francouzského města Falaise a pak menší města Trun a Chambois. Tato operace byla provedena 1. polskou obrněnou divizí a 1. kanadskou armádou proti skupině armád B německého Wehrmachtu, jako součást největšího obklíčení na Západní frontě během druhé světové války. I přes pomalý start, umožnily nové taktiky 1. polské obrněné divize 19. srpna 1944 zajetí asi 150 000 německých vojáků ve Falaise.

## Ofenzivní strategie
V Operaci Tractable se braly v potaz poučení z Operace Totalize, zejména účinnost mechanizované pěchotní jednotky a taktické bombardování těžkými bombardéry. Na rozdíl od předchozí operace, byla operace Tractable zahájena za denního světla. Počáteční bombardování oslabilo německou obranu a bylo následováno 4. kanadskou obrněnou divizí na západní straně, zatímco 3. kanadská pěší divize zaútočila na východní křídlo. Jejich postup měl být chráněn velkou clonou způsobenou střelbou kanadského dělostřelectva. Polní maršál Bernard Montgomery doufal, že kanadské síly získají kontrolu nad Falaise do půlnoci 14. srpna. Následně z téhož místa měly všechny tři formace postupovat směrem k Trunu východně od Falaise.

## Fotogalerie

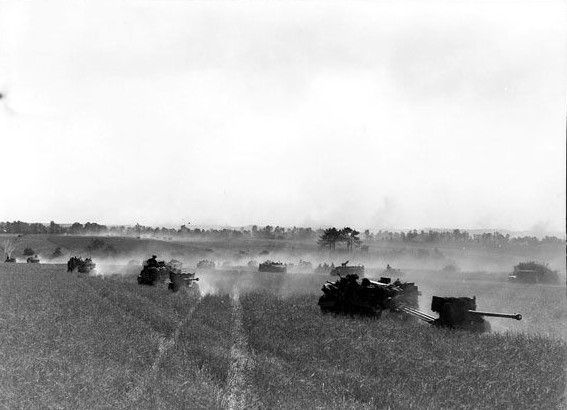
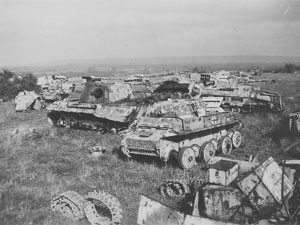

## Ztráty
Vzhledem k po sobě jdoucím útokům z počátku srpna nejsou kanadské ztráty během Operace Tractable známé, ale ztráty během Totalize a Tractable se odhadují na 5 500 mužů. Německé ztráty během Operace Tractable jsou také nejisté. Německá 7. armáda byla silně vyčerpána, ztráty se odhadují na 50 000–200 000 mužů, více než 200 tanků, 1 000 zbraní a 5 000 jiných vozidel. V bojích kolem Hill 262, Němci ztratili 2 000 mužů, 5 000 jich bylo zajato. Polské ztráty v Operaci Totalize (do 22. srpna) jsou 1 441 mužů, z nichž 325 bylo zabito (včetně 21 důstojníků) a  1 002 jich bylo zraněno (35 důstojníků).